# Композитный ордер
Композитный ордер (итал.  ordine composito, от лат.  compositus — составной, сложный) — архитектурный ордер, возникший в Древнем Риме. Представляет собой сочетание элементов ионического и коринфского ордеров — в капители композитного ордера используются как волюты, так и орнамент в виде листьев аканта. Другие названия — римский, составной, или сложный, ордер.
Древние римляне в стремлении к большей пышности, торжественности и помпезности архитектуры, предпочитая всем другим наиболее декоративный из греческих ордеров — коринфский, решили усложнить и его. Взяв за основу «колокол» коринфской капители, вместо третьего, верхнего ряда аканта они поместили по углам четыре волюты ионической капители. Композитный ордер не упоминается в трактате Витрувия «Десять книг об архитектуре» (13 год до н. э.). В классическом труде О. Шуази он также не рассматривается, а в других источниках по теории классических архитектурных форм представлен исключительно в качестве разновидности коринфского. Отчасти это объясняется тем, что пропорции колонны, базы, капители, антаблемента и постамента композитного ордера идентичны пропорциям коринфского.
Римляне стали усложнять композитную капитель диковинными скульптурными деталями с изображениями грифонов, кентавров, гиппокампов. Если коринфская капитель напоминает букет, или корзину с листьями, то композитную можно назвать соединением ботанического сада и бестиария (зверинца) в одной корзине. Древнеримские архитекторы также использовали позолоту и роспись, отдельные детали делали из позолоченной бронзы и прикрепляли к колоколу капители. Один из ранних примеров применения композитного ордера в архитектуре — Триумфальная арка Тита на Римском форуме (81—82 г. н. э.).
В эпоху итальянского Возрождения Себастьяно Серлио в книге «Общие правила архитектуры» (итал. Regole generali d'architettura) (1537), а затем Джакомо Бароцци да Виньола в трактате «Правило пяти ордеров архитектуры» (1562) включили композитный ордер в число пяти классических: дорический, тосканский, ионический, коринфский и композитный. В трактате Виньолы композитный ордер по пропорциям идентичен коринфскому, отличается только капителью и антаблементом. Андреа Палладио в трактате «Четыре книги об архитектуре» (1570) показал антаблемент композитного ордера с выпуклым фризом.
В эпоху барокко и маньеризма композитный ордер наряду с коринфским был особенно популярен. В период неоклассицизма второй половины XVIII века композитный ордер как излишне помпезный использовали редко. Однако в период историзма и формирования неостилей: второго ампира, необарокко и неоренессанса, композитный ордер снова оказался востребованным.

## Галерея
- Архитектурные ордеры. Композитный ордер в нижнем ряду справа
- Дж.Б.Виньола. Правило пяти ордеров архитектуры. 1562. Композитный ордер
- А. Палладио. Четыре книги об архитектуре. 1570. Композитный ордер